# Kroatische Frauen-Handballnationalmannschaft
Die kroatische Frauen-Handballnationalmannschaft vertritt Kroatien bei internationalen Turnieren im Frauenhandball.
Der größte Erfolg der kroatischen Mannschaft ist der dritte Platz bei der Europameisterschaft 2020.

## Platzierungen bei Meisterschaften

### Weltmeisterschaften (Halle)
- Weltmeisterschaft 1995: 10. Platz
- Weltmeisterschaft 1997: 06. Platz
- Weltmeisterschaft 2003: 14. Platz
- Weltmeisterschaft 2005: 11. Platz
- Weltmeisterschaft 2007: 09. Platz
- Weltmeisterschaft 2011: 07. Platz
- Weltmeisterschaft 2021: 18. Platz (von 32 Teams)
Team: Lucija Bešen (eingesetzt in 6 Spielen / 0 Tore erzielt), Paula Posavec (6/7), Ivana Dežić (2/5) – am 8. Dezember ersetzt durch Gabriela Gudelj (3/0), Dora Krsnik (2/3) – am 12. Dezember ersetzt durch Ivana Dežić, Stela Posavec (6/17), Ćamila Mičijević (2/6) – am 8. Dezember ersetzt durch Tena Petika (3/5), Ivana Kapitanović (6/0), Larissa Kalaus (6/19), Katarina Ježić (6/20), Lara Burić (6/4), Andrea Šimara (6/11), Ana Debelić (6/19), Ana Turk (6/15), Josipa Mamić (6/6), Valentina Blažević (6/26), Tea Pijević (6/0);[2] Trainer war Nenad Šoštarić.
- Weltmeisterschaft 2023: 14. Platz
Team: Tina Barišić (6/17), Lucija Bešen (6/0), Klara Birtić (3/2), Valentina Blažević (6/20), Mia Brkić (2/7), Lara Burić (3/10), Katarina Ježić (6/17), Larissa Kalaus (1/0), Dora Kalaus Žulj (2/1), Dejana Milosavljević (6/25), Ćamila Mičijević (6/14), Katarina Pavlović (2/3), Tea Pijević (5/0), Paula Posavec (4/5), Stela Posavec (6/3), Kristina Prkačin (3/2), Nikolina Zadravec (5/10), Sara Šenvald (6/3), Andrea Šimara (5/11)[3]
Trainer: Ivica Obrvan
- Weltmeisterschaft 2025:

### Europameisterschaften
- Europameisterschaft 1994: 05. Platz
- Europameisterschaft 1996: 06. Platz
- Europameisterschaft 2004: 13. Platz[4]
- Europameisterschaft 2006: 07. Platz[5]
- Europameisterschaft 2008: 06. Platz
- Europameisterschaft 2010: 09. Platz
- Europameisterschaft 2012: 13. Platz
- Europameisterschaft 2014: 13. Platz
- Europameisterschaft 2016: 16. Platz[6]
- Europameisterschaft 2018: 16. Platz[7]

Mannschaftsaufstellung bei der Europameisterschaft 2018
- Europameisterschaft 2020: 03. Platz

Mannschaftsaufstellung bei der Europameisterschaft 2020
- Europameisterschaft 2022: 10. Platz (von 16 Teams)

Mannschaftsaufstellung bei der Europameisterschaft 2022
Mannschaftsaufstellung bei der Europameisterschaft 2022
- Europameisterschaft 2024: 19. Platz (von 24 Teams)

- Tina Barišić, Lucija Bešen, Klara Birtić, Mia Brkić, Iva Bule, Katarina Ježić, Ivana Kapitanović, Nikolina Kragulj, Josipa Mamić, Dejana Milosavljević, Katarina Pavlović, Tena Petika, Paula Posavec, Stela Posavec, Kristina Prkačin, Sara Šenvald, Katja Vuković, Iva Zrilić; Trainer: Ivica Obrvan

### Olympische Spiele
Bisher keine Teilnahme.

## Aktuelle Nationalspielerinnen
Lucija Bešen (ŽRK Podravka Koprivnica), Ivana Kapitanović (CS Gloria Bistrița-Năsăud), Gabrijela Bartulović (Debreceni Vasutas SC), Katja Vuković (ŽRK Podravka Koprivnica), Paula Posavec (ŽRK Zrinski Čakovec), Kristina Prkačin (ŽRK Podravka Koprivnica), Tina Barišić (ŽRK Podravka Koprivnica), Dejana Milosavljević (HC Dunărea Brăila), Katarina Pavlović (CS Minaur Baia Mare), Tena Petika (OGC Nice Côte d’Azur Handball), Stela Posavec (MKS Lublin), Iva Bule (RK Dalmatinka), Klara Birtić (ŽRK Podravka Koprivnica), Iva Zrilić (ŽRK Lokomotiva Zagreb), Larissa Kalaus (Kisvárdai KC), Josipa Mamić (ŽRK Podravka Koprivnica), Nikolina Kragulj (ŽRK Podravka Koprivnica), Katarina Ježić (HC Dunărea Brăila), Sara Šenvald (ŽRK Podravka Koprivnica), Mia Brkić (ŽRK Podravka Koprivnica)

## Trainer
Trainer ist seit Oktober 2023 Ivica Obrvan. Zuvor wurde das Team von September 2017 bis September 2023 von Nenad Šoštarić trainiert. Sein Vorgänger war Goran Mrđen.

## Spiele gegen Nationalmannschaften deutschsprachiger Länder
Alle Ergebnisse aus kroatischer Sicht.

### Deutschland
| Datum             | Ort     | Ergebnis      | Anlass                       |
| 04. März 2005     | Riesa   | 25:30 (12:15) | Vier-Länder-Turnier          |
| 07. April 2006    | Riesa   | 31:35 (19:20) | Vier-Länder-Turnier          |
| 02. März 2007     | Riesa   | 23:28 (12:12) | Vier-Länder-Turnier          |
| 29. März 2008     | Leipzig | 16:22 (5:7)   | Olympia Qualifikation        |
| 22. November 2008 | Cluj    | 21:27 (12:8)  | Karpatenpokal / Rumänien     |
| 06. Dezember 2008 | Skopje  | 27:32 (13:19) | Europameisterschaft-Vorrunde |

### Österreich
Bisher gab es noch keine Länderspiele gegen die österreichische Auswahl.

### Schweiz
Bisher gab es noch keine Länderspiele gegen die Schweizer Auswahl.